# FBC Řím
Foot Ball Club di Roma, zkráceně jen Roman (česky: FBC Řím) byl italský fotbalový klub, sídlící ve městě Řím z regionu Lazio.
Sportovní klub se zrodil ze skupiny skotských obyvatel jako mnoho jiných podobných klubů zrozených v tomto období. Fotbalový klub byl založen v roce 1901, ale prvního oficiálního turnaje se zúčastnil v roce 1906, když byl na 3. místě v Římském turnaji. Od sezony 1909/10 hraje ve 3. lize (Terza Categoria). 
V roce 1912 se FIGC rozhodla, že povolí hrát v nejvyšší lize také ze středo jižní části Itálie a mezi tyto týmy byl i Roman. Tuto soutěž hrál celkem devět sezon. Sezonu 1914/15 vyhrál svou skupinu, ale v semifinálové skupině skončil na nepostupovém 3. místě. Poté většina hráčů narukovala do války a tak klub byl nečinný do roku 1919. Po válce byli zařazeni opět do nejvyšší ligy, jenže v sezoně 1922/23 skončil poslední ve své skupině a sestoupil. Po dvou letech v nižší lize postoupil zpět do nejvyšší ligy, kterou hrál dva roky. 
V roce 1927 se spojil s kluby SS Alba Řím a SGS Fortitudo a založili tak slavný tým AS Řím, které si ponechali původní barvy klubu Roman.